# Филлион, Нейтан
Не́йтан Кри́стофер Фи́ллион (англ. Nathan Christopher Fillion, род. 27 марта 1971, Эдмонтон, Альберта, Канада) — канадо-американский актёр, известный по ролям в сериалах «Светлячок», «Баффи — истребительница вампиров», «Касл», «Новичок».

## Биография
Филлион родился в городе Эдмонтон, Альберта, Канада. Его родители — Куки и Боб Филлион, вышедшие на пенсию учителя английского. У Филлиона есть старший брат Джефф. Филлион окончил Католическую гимназию Святой Троицы, Альбертский колледж университета Конкордии и Альбертский университет. По словам Филлиона, он является потомком генерал-лейтенанта Конфедерации Джубала А. Эрли. Среди его предков — франкоканадцы, немцы, скандинавы и ирландцы.
Филлион имеет двойное гражданство Канады и США.
1994—2005
После работы в театре и участия в нескольких канадских теле- и кинофильмах Филлион  в 1994 году переехал в Нью-Йорк, где снимался в мыльной опере «Одна жизнь, чтобы жить» в роли Джоуи Бьюкенана, за которую в 1996 году он был номинирован на награду «Эмми» в категории «Выдающийся молодой актёр». В 1997 году Филлион ушёл из сериала ради других проектов (правда, он вернулся на несколько серий в 2007 году). Переехав в Лос-Анджелес, он снялся во второстепенной роли в ситкоме «Два парня и девушка». А также после приглашения Стивена Спилберга снялся в эпизодической роли в фильме «Спасти рядового Райана».
В 2002 году Филлион снялся в роли капитана Малкольма Рейнолдса в фантастическом телесериале Джосса Уидона «Светлячок». За эту роль он получил награду в категории «Лицо будущего поколения» (англ. Cinescape Genre Face of the Future - Male) от Академии фантастики, фэнтези и фильмов ужасов. По словам Филлиона, время, проведённое им на съёмках «Светлячка», было самым весёлым из всех телесериалов. Во время съёмок «Светлячка» актриса Джуэл Стэйт прозвала его Капитан Тесные Штаны. Это прозвище так с ним и осталось. Хотя в 2003 году телесериал был отменён, в 2005 году на экраны вышло его продолжение «Миссия «Серенити»», где Филлион вновь вернулся к своей роли.
В финальном сезоне другого телесериала Уидона «Баффи — истребительница вампиров» Филлион сыграл второстепенного персонажа Калеба. Филлион озвучил второстепенного персонажа в мультсериале «Царь горы» (2001), а также персонажа Гао Младшего в игре «Jade Empire».
С 2006 года

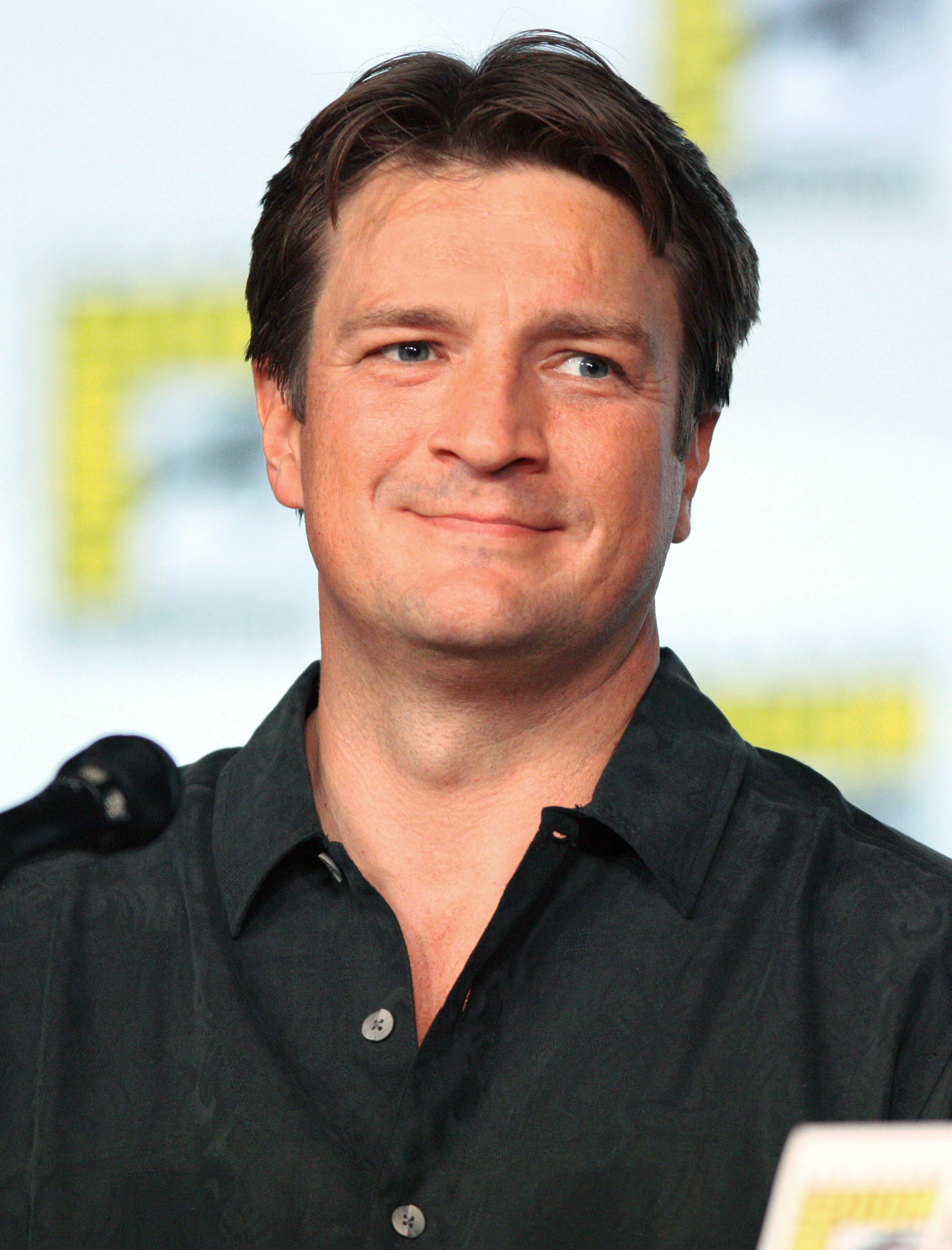
Филлион на San Diego Comic-Con International в 2012 году

В 2006 году Филлион снялся в главной роли фильма ужасов Джеймса Ганна «Слизняк». За свою роль шерифа Билла Парди он был номинирован на награду журнала «Fangoria» в категории «Чувак, с которым лучше не шутить». В этом же году сыграл эпизодическую роль в нашумевшем сериале «Остаться в живых» в серии «Я согласна». В 2007 году Филлион сыграл главную роль в фильме ужасов «Белый шум 2: Сияние». В том же году вышла романтическая комедия «Официантка» с Кери Расселл и Филлионом в главных ролях. В 2007 году Филлион появляется и в четвёртом сезоне популярной драмеди «Отчаянные домохозяйки». Также исполняет одну из главных ролей в телесериале «Гонка», который был закрыт после 6 эпизодов. В среде телефанатов после этого провала за Филлионом закрепилось амплуа «убийцы сериалов», так как сериалы, в которых он играл главные роли, со странной периодичностью закрывались.
Позже он получил главную роль в сериале «Касл», повествующей об известном писателе Ричарде Касле, который благодаря своему нестандартному мышлению и писательскому таланту помогает полиции Нью-Йорка раскрывать преступления. Сериал продлился 8 сезонов и был закрыт в мае 2016 года.
Участвовал в фильме «9/11» 2017 года в роли Джеффри, разводящегося мужчины.
В июле 2018 года Филлион снялся в неофициальной короткометражной адаптации серии игр Uncharted, исполнив роль главного героя Нэйтана Дрейка. Филлион, являющийся поклонником этой серии игр, много лет пытался получить роль Дрейка в официальной экранизации, но в итоге проект застыл в производственном аду, и Филлион взял дело в свои руки, выступив продюсером короткометражного фильма. Вместе с ним в картине снялись Стивен Лэнг и Мирси Монро. Фильм вызвал восторг публики, отмечавшей игру Филлиона и ракурс съёмок экшен-сцен, имитирующий таковой в играх.
В сентябре 2018 года Филлион начал играть главную роль Джона Нолана в новом полицейском сериале «Новичок», основанном на реальных событиях. Второстепенную роль в сериале играет коллега Филлиона по Uncharted Мирси Монро, но в сериале у них нет общих сцен.
В 2023 году было объявлено об утверждении актёра на роль Зелёного Фонаря в фильме «Супермен».

## Фильмография

### Кино
| Год  | Название на русском                               | Название на английском                             | Роль                                      | Примечания                                  |
| ---- | ------------------------------------------------- | -------------------------------------------------- | ----------------------------------------- | ------------------------------------------- |
| 1994 | Стрэндж и Рич                                     | Strange and Rich                                   | Уолтер Хоуд                               |                                             |
| 1998 | Спасти рядового Райана                            | Saving Private Ryan                                | рядовой Джеймс Фредерик (Миннесота) Райан |                                             |
| 1999 | Взрыв из прошлого                                 | Blast from the Past                                | Клифф                                     |                                             |
| 2000 | Дракула-2000                                      | Dracula 2000                                       | отец Дэвид                                |                                             |
| 2003 | У края воды                                       | Water’s Edge                                       | Роберт Грейвз                             |                                             |
| 2004 | Признание Райли                                   | Outing Riley                                       | Люк Райли                                 |                                             |
| 2005 | Миссия «Серенити»                                 | Serenity                                           | капитан Малкольм Рейнолдс                 |                                             |
| 2006 | Слизняк                                           | Slither                                            | шериф Билл Парди                          |                                             |
| 2007 | Белый шум 2: Сияние                               | White Noise: The Light                             | Абрахам Дейл                              |                                             |
| 2007 | Официантка                                        | Waitress                                           | доктор Джим Поматтер                      |                                             |
| 2008 | Дальнобойщица                                     | Trucker                                            | Раннер                                    |                                             |
| 2009 | Чудо-женщина                                      | Wonder Woman                                       | полковник Стив Тревор                     | Голос; Direct-to-video                      |
| 2010 | Супер                                             | Super                                              | мститель                                  |                                             |
| 2011 | Зелёный Фонарь: Изумрудные рыцари                 | Green Lantern: Emerald Knights                     | Хэл Джордан / Зелёный Фонарь              | Голос; Direct-to-video                      |
| 2012 | Лига Справедливости: Гибель                       | Justice League: Doom                               | Хэл Джордан / Зелёный Фонарь              | Голос; Direct-to-video                      |
| 2012 |                                                   | The Patriot of America                             | капитан Джеймс Слэйд                      | Голос                                       |
| 2012 | Много шума из ничего                              | Much Ado About Nothing                             | Догберри                                  |                                             |
| 2013 | Университет монстров                              | Monsters University                                | Джонни Уортингтон III                     | Голос                                       |
| 2013 | Лига Справедливости: Парадокс источника конфликта | Justice League: The Flashpoint Paradox             | Хэл Джордан / Зелёный Фонарь              | Голос; Direct-to-video                      |
| 2013 | Перси Джексон и Море чудовищ                      | Percy Jackson & the Olympians: The Sea of Monsters | Гермес                                    | Заменил Дилана Нила из первого фильма серии |
| 2014 | Центр вечеринки                                   | Party Central                                      | Джонни Уортингтон III                     | Голос; короткометражка                      |
| 2014 | Стражи Галактики                                  | Guardians of the Galaxy                            | уродливый узник                           | Голос; камео                                |
| 2015 | Лига Справедливости: Трон Атлантиды               | Justice League: Throne of Atlantis                 | Хэл Джордан / Зелёный Фонарь              | Голос; Direct-to-video                      |
| 2015 |                                                   | Highway of Tears                                   | рассказчик                                | Документальный фильм                        |
| 2017 | Стражи Галактики. Часть 2                         | Guardians of the Galaxy Vol. 2                     | Саймон Уильямс                            | Камео, фотография; удалённая сцена          |
| 2017 | Тачки 3                                           | Cars 3                                             | Стерлинг                                  | Голос                                       |
| 2017 |                                                   | Henchmen                                           | капитан Супериор                          | Голос                                       |
| 2018 | Номис                                             | Nomis                                              |                                           |                                             |
| 2018 | Смерть Супермена                                  | The Death of Superman                              | Хэл Джордан                               | Голос                                       |
| 2018 | Игра Ганнибала                                    | Night Hunter                                       | Мэтью Куинн                               |                                             |
| 2019 | Господство Суперменов                             | Reign of the Supermen                              | Хэл Джордан                               | Голос                                       |
| 2021 | Отряд самоубийц: Миссия навылет                   | The Suicide Squad                                  | Флойд «ТДК» Белкин / Парень-Оторви-Руку   |                                             |
| 2023 | Стражи Галактики. Часть 3                         | Guardians of the Galaxy Vol. 3                     | мастер Карджа                             |                                             |
| 2024 | Дэдпул и Росомаха                                 | Deadpool & Wolverine                               | Хэдпул                                    | Голос; камео                                |
| 2025 | Супермен                                          | Superman                                           | Гай Гарднер / Зелёный Фонарь              |                                             |

### Телевидение
| Год        | Название на русском              | Название на английском         | Роль                                                                  | Примечания                                  |
| ---------- | -------------------------------- | ------------------------------ | --------------------------------------------------------------------- | ------------------------------------------- |
| 1993       | Искупление в Арктике             | Ordeal in the Arctic           | офицер Том Жардин                                                     | ТВ фильм                                    |
| 1994—2007  | Одна жизнь, чтобы жить           | One Life to Live               | Джоуи Райли Бьюкенан                                                  |                                             |
| 1996       | Спин Сити                        | Spin City                      | Гай                                                                   | В титрах не указан Эпизод: «A Star Is Born» |
| 1997       | Абсолютная безопасность          | Total Security                 | Трой Ларсон                                                           | Эпизод: «Das Bootie»                        |
| 1998       | Мэгги Уинтерс                    | Maggie Winters                 | Рональд                                                               | Эпизод: «Mama’s Got a Brand New Bag»        |
| 1998—2001  | Два парня и девушка              | Two Guys and a Girl            | Джонни Доннелли                                                       | 60 эпизодов                                 |
| 1999       | За гранью возможного             | The Outer Limits               | Майкл Райан                                                           | Эпизод: «Star Crossed»                      |
| 2001       | Царь горы                        | King of the Hill               | парень с летающим диском (озвучивание)                                | Эпизод: «Luanne Virgin 2.0»                 |
| 2002       | Пасадена                         | Pasadena                       | преподобный Гленн Коллинс                                             | 3 эпизода                                   |
| 2002—2003  | Светлячок                        | Firefly                        | капитан Малкольм Рейнолдс                                             | 14 эпизодов                                 |
| 2003       |                                  | Alligator Point                | Билл                                                                  | Пилотный эпизод                             |
| 2003       | Баффи — истребительница вампиров | Buffy the Vampire Slayer       | Калеб                                                                 | 5 эпизодов                                  |
| 2003       | Сваха                            | Miss Match                     | Адам Логан                                                            | 6 эпизодов                                  |
| 2004       |                                  | Hollywood Division             | детектив Томми Гарретт                                                | Пилотный эпизод                             |
| 2005—2006  | Лига Справедливости              | Justice League Unlimited       | Грегори Сондерс (озвучивание)                                         | 3 эпизода                                   |
| 2006       | Остаться в живых                 | Lost                           | Кевин Каллис                                                          | Эпизод: «I Do»                              |
| 2007       | Гонка                            | Drive                          | Алекс Талли                                                           | 6 эпизодов                                  |
| 2007—2014  | Робоцып                          | Robot Chicken                  | Разные голоса                                                         | 5 эпизодов                                  |
| 2007—2008  | Отчаянные домохозяйки            | Desperate Housewives           | доктор Адам Мейфейр                                                   | 12 эпизодов                                 |
| 2009—2016  | Касл                             | Castle                         | Ричард Касл                                                           | Главная роль; 173 эпизода                   |
| 2010—2016  | Братья Вентура                   | The Venture Bros.              | Коричневая Вдова / Джаред (озвучивание)                               | 4 эпизода                                   |
| 2012       | Американский папаша!             | American Dad!                  | Джоэл Ларсон / Джо Кидни / американский бизнесмен Клаус (озвучивание) | 2 эпизода                                   |
| 2014—2015  | Сообщество                       | Community                      | Боб Уайт                                                              | 2 эпизода                                   |
| 2014—2016  | Гравити Фолз                     | Gravity Falls                  | Престон Нортвест (озвучивание)                                        | 4 эпизода                                   |
| 2015       | Теория Большого взрыва           | The Big Bang Theory            | в роли самого себя                                                    | Эпизод: «The Comic Book Store Regeneration» |
| 2015       | Шоу Кролла                       | Kroll Show                     | Монти Макминниман                                                     | Эпизод: «Twins»                             |
| 2015       | Пьяная история                   | Drunk History                  | Вернер фон Браун                                                      | Эпизод: «Space»                             |
| 2016       | Talking Dead                     | Talking Dead                   | в роли самого себя                                                    | Сезон 6, эпизод 10                          |
| 2016       | Квест Хармона                    | HarmonQuest                    | Теттер Спайс                                                          | Эпизод: «Earthscar Village»                 |
| 2016—2018  | Американская семейка             | Modern Family                  | Рэйнер Шайн                                                           | 6 эпизодов                                  |
| 2017—2018  | Диета из Санта-Клариты           | Santa Clarita Diet             | Гэри Уэст                                                             | Эпизод: «So Then a Bat or A Monkey»         |
| 2017       | Рик и Морти                      | Rick and Morty                 | Корнвелиус Дэниел (озвучивание)                                       | Эпизод: «The Rickshank Rickdemption»        |
| 2017       | Бруклин 9-9                      | Brooklyn Nine-Nine             | Марк Деверо                                                           | Эпизод: «Serve & Protect»                   |
| 2017—2019  | Большой рот                      | Big Mouth                      | Нейтан Филлион (озвучивание)                                          | 5 эпизодов                                  |
| 2018       | Американская домохозяйка         | American Housewife             | в роли самого себя                                                    | Сезон 2, эпизоды 23 и 24                    |
| 2018       | Лемони Сникет: 33 несчастья      | A Series of Unfortunate Events | Жак Сникет                                                            | [ 21 ]                                      |
| 2018 - н.в | Новичок                          | The Rookie                     | Джон Нолан                                                            | Главная роль, 108 серий                     |
| 2022       | Рекрут                           | The Recruit                    | Директор Национальной разведки                                        | Сезон 1, эпизод 8                           |

### Веб-телевидение
| Год       | Название на русском               | Название на английском         | Роль               | Примечания                     |
| --------- | --------------------------------- | ------------------------------ | ------------------ | ------------------------------ |
| 2008      | Музыкальный блог Доктора Ужасного | Dr. Horrible’s Sing-Along Blog | капитан Молоток    | Интернет мини-сериал           |
| 2008      | Порно для всей семьи              | James Gunn’s PG Porn           | Крис               | Эпизод: «Nailing Your Wife»    |
| 2011      | Следующим утром                   | The Morning After              | в роли самого себя | Эпизод: «1.173»                |
| 2011      | Гильдия                           | The Guild                      | в роли самого себя | Эпизод: «Revolving Doors»      |
| 2011      |                                   | The Nerdist: Year in Review    | в роли самого себя | Сезон 1, эпизод 2              |
| 2011      | Мужья                             | Husbands                       | ведущий            | Эпизод: «Being Britney!»       |
| 2012      |                                   | The Daly Show                  | в роли самого себя | Эпизод: «The Daly Superheroes» |
| 2012      | Кукольные сны Нила                | Neil’s Puppet Dreams           | доктор Мэйфэир     | Эпизод: «Doctor’s Office»      |
| 2015—2017 | Конмэн                            | Con Man                        | Джек Мур           |                                |
| 2018      | Неизведанное                      | Uncharted                      | Нейтан Дрейк       | также продюсер                 |

### Видеоигры
| Год  | Название                        | Роль                                                    |
| ---- | ------------------------------- | ------------------------------------------------------- |
| 2005 | Jade Empire                     | Гао Младший (голос)                                     |
| 2007 | Halo 3                          | сержант Рейнолдс (голос)                                |
| 2009 | Halo 3: ODST                    | командир отряда Эдди Бак (голос)                        |
| 2010 | Halo: Reach                     | командир отряда Эдди Бак (голос)                        |
| 2014 | Family Guy: The Quest for Stuff | в роли самого себя (голос)                              |
| 2014 | Destiny                         | Кэйд-6 (голос)                                          |
| 2015 | Saints Row: Gat out of Hell     | Бог (голос)                                             |
| 2015 | Destiny: The Taken King         | Кэйд-6 (голос)                                          |
| 2015 | Halo 5: Guardians               | спартанец Эдди Бак (голос, внешность и захват движения) |
| 2016 | Con Man: The Game               | Джек Мур (голос)                                        |
| 2017 | Destiny 2                       | Кэйд-6 (голос)                                          |